# Gren (efternamn)
Gren och Green är stavningsvarianter av ett efternamn som förekommer i alla de nordiska länderna men med störst frekvens i Sverige, där det använts som soldatnamn. Stavningen Green delar det med ett engelskt efternamn med annat uttal och andra betydelser (gräsbevuxen yta och färgen grön). Offentlig statistik tillgänglig i september 2015 ger följande antal personer bosatta i de nordiska länderna med stavningsvarianterna.
- Gren: Sverige 2399, Danmark 135, Norge 19, Finland 99
- Green: Sverige 2621, Danmark 1155, Norge 649, Finland 108
- Gréen: Sverige 105
- Grehn: Sverige 172
- Greén: Sverige 59
- Grén: Sverige 3
- Totalt: Sverige 5359, Danmark 1270, Norge 667, Finland 207.

Observera att i samtliga länder är stavningen Green vanligast. I det följande nämns peersoner från de nordiska länderna eller med nordiskt påbrå som har bär någon av stavningsvarianterna ovan. Samtliga personer med stavningen Green nämns vidare på sidan om detta namn.

## Personer med efternamnet Gren eller med varianter av detta namn
- Allan Green (1910–1993), präst och författare
- Axel Wenner-Gren (1881–1961), företagsledare och finansman

- Carl Green (1894–1962), ryttare
- Cecilia Haraldsdotter (Gren) (levde 1465), adelsdam, mormorsmor till Gustav Vasa
- Claes Green (född 1973), fotbollsmålvakt

- Elmer Green (1925–2018), finlandssvensk skådespelare
- Emma Green (född 1984), höjdhoppare
- Eva Green (född 1980), fransk skådespelare

- Gunilla Gren-Eklund (född 1938), indolog, professor
- Gunnar Gren (1920–1991), fotbollsspelare

- Hans Gren (född 1957), fotbollstränare
- Holmer Green (1875–1931), dansk journalist, jurist och nationalbanbankdirektör

- Ivar Gren (levde 1495), adelsman

- Joakim Gren (född 1986), fotbollsspelare
- John Gréen (1878–1964), trädgårdsman
- Jonas Gren (1715–1765), orgelbyggare

- Karin Green (född 1949), sångerska och låtskrivare
- Kulo Green (1913–1972), konstnär

- Lars Green (född 1944), skådespelare
- Lennart Green, flera personer
  - Lennart Green (arkitekt) (1920–1988)
  - Lennart Green (fotograf) (1913–2007), fotograf, filmfotograf och regissör
  - Lennart Green (illusionist) (född 1941)

- Magnus Gren (död mellan 1475 och 1480), riksråd, riksföreståndare
- Marguerite Wenner-Gren (1891–1973), maka till Axel Wenner-Gren
- Marika Green (född 1943), svensk-fransk skådespelare
- Martin Gren (född 1962), entreprenör och uppfinnare
- Mats Green (född 1979), politiker, moderat
- Mats Gren (född 1963), fotbollsspelare och -tränare
- Mia Green (1870–1949), fotograf
- Monica Green (född 1959), politiker, socialdemokrat
- Morten Green (född 1981), dansk ishockeyspelare
- Måns Gren (död 1520), adelsman

- Niclas Green (född 1969), basist och gitarrist

- Percurt Green (född 1939), arméofficer (generalmajor)
- Pia Green (född 1947), skådespelare

- Sture Green (1913–2008), jazzmusiker
- Sven Gréen (1905–1990), trädgårdsexpert

- Theodor Green (1838–1909), dansk företagare,konsul och författare

- Åke Green (född 1941), pingstpastor
- Åke Green (politiker) (född 1937), svensk politiker, socialdemokrat